# D23 (Val-de-Marne)
De D23 is een departementale weg in het Franse departement Val-de-Marne ten oosten van Parijs.
De weg is ongeveer één kilometer lang en loopt van Saint-Maurice naar Joinville-le-Pont. Hoofdzakelijk dient de weg als verbindingsweg tussen grotere departementale wegen zoals de D86 en de D4.